# Rhynchospora planifolia
Rhynchospora planifolia är en halvgräsart som först beskrevs av Tetsuo Michael Koyama, och fick sitt nu gällande namn av William Wayt Thomas. Rhynchospora planifolia ingår i släktet småag, och familjen halvgräs. Inga underarter finns listade i Catalogue of Life.